# Nowy cmentarz żydowski w Żarnowcu
Nowy cmentarz żydowski w Żarnowcu – kirkut znajduje się w południowej części wsi, przy rozwidleniu dróg do Chliny i Jelczy, przy ul. Kościuszki. Mimo zdewastowania przez nazistów do dziś na jego terenie zachowały się pojedyncze macewy z wyrytymi imionami zmarłych (m.in. Pinchas, Jehuda). Na terenie nekropolii mieści się wybudowany prawdopodobnie w miejscu zburzonego ohelu współczesny nagrobek rabina Ruwena ha-Lewi Horowica – miejscowego dajana, autora dzieła „Dudaim Basade”, syna rabina Jakowa Chaima, wnuka rabina z Tykocina, ucznia Elimelecha z Leżajska i Widzącego z Lublina.